# Mateína (película)
Mateína es una película uruguayo-argentina de 2021, dirigida por Joaquín Peñagaricano y Pablo Abdala Richero.
Ambientada en el año 2045, retrata a un Uruguay rural atrasado en el que se ha prohibido el consumo de yerba mate, en una alusión alegórica a la prohibición mundial del consumo de marihuana.

## Reparto
- Diego Licio
- Federico Silveira
- Roberto Suárez
- César Troncoso